# فرد بنت (بازیکن فوتبال)
فرد بنت (انگلیسی: Fred Bennett; ۲ اکتبر ۱۹۰۶ – ۲۰ اوت ۱۹۹۰) بازیکن فوتبال اهل بریتانیا بود.
از باشگاه‌هایی که در آن بازی کرده‌است می‌توان به باشگاه فوتبال بریستول راورز و باشگاه فوتبال نانت‌ویچ اشاره کرد.